# 파게갸이시

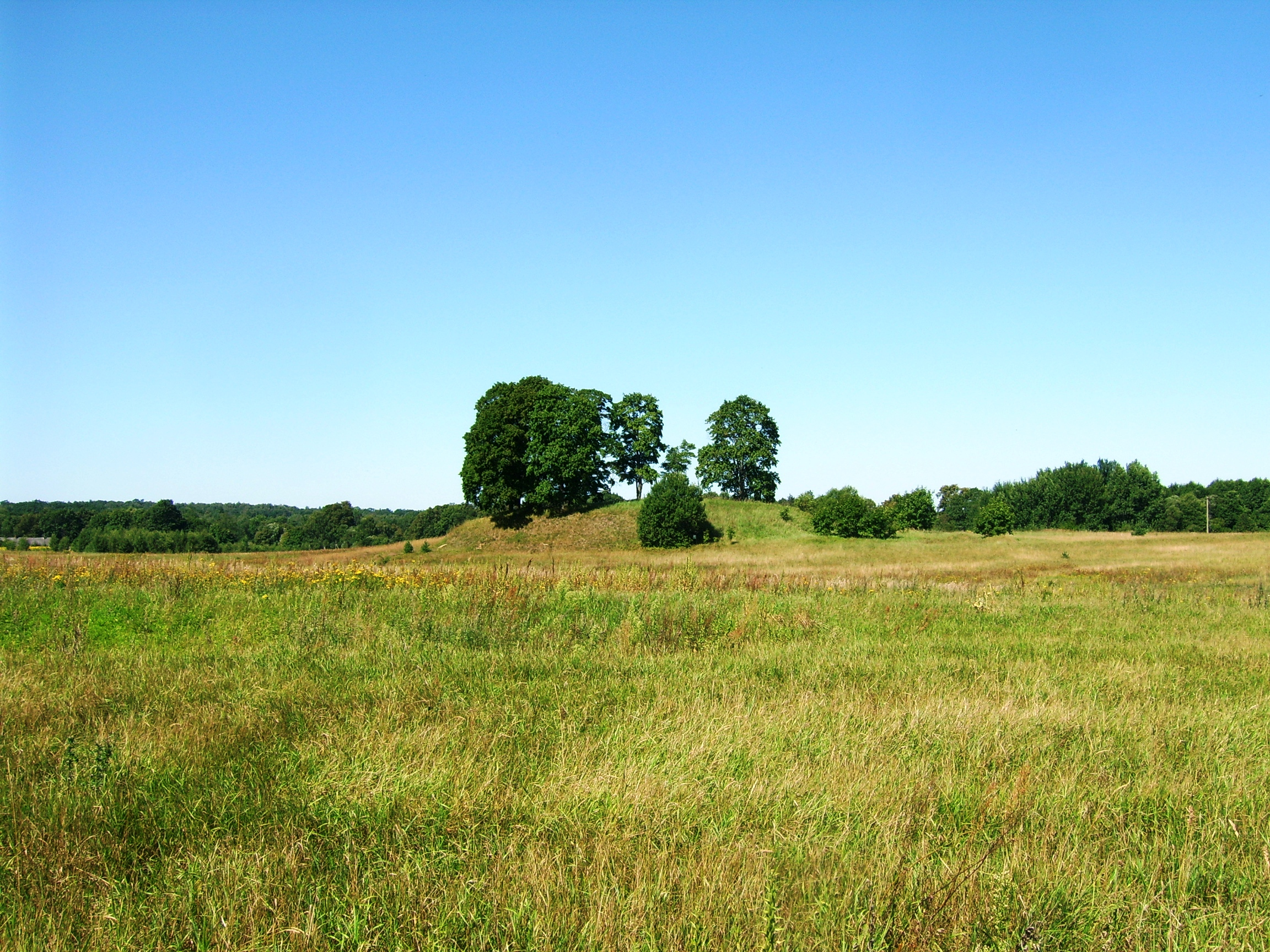
파게갸이시 세레이틀라우키스 마을에 위치한 언덕

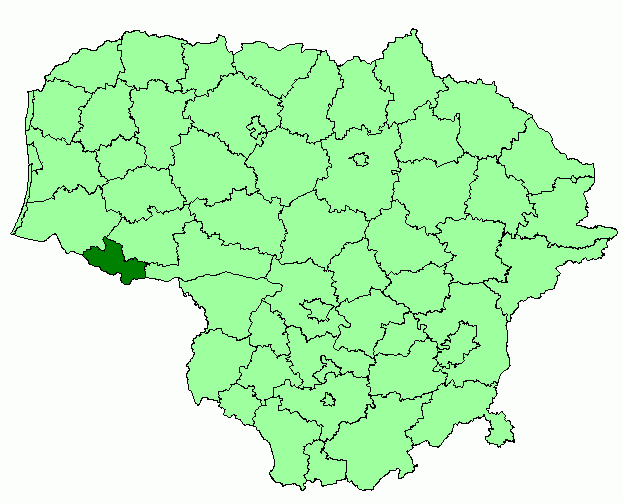
파게갸이시의 위치

파게갸이시(리투아니아어: Pagėgių savivaldybė)는 리투아니아 타우라게주를 구성하는 4개 지방 자치체 가운데 하나로 행정 중심지는 파게갸이이며 면적은 536km2, 인구는 8,711명(2015년 기준), 인구 밀도는 16.3명/km2이다. 5개 장로구를 관할한다. 클라이페다주 실루테구, 타우라게주 타우라게구, 유르바르카스구와 접하며 남쪽으로는 러시아 칼리닌그라드주와 국경을 접한다.

지방 자치체 문장